# Rotundoecia teretivalvata
Rotundoecia teretivalvata is een mosselkreeftjessoort uit de familie van de Halocyprididae. De wetenschappelijke naam van de soort is voor het eerst geldig gepubliceerd in 1953 door Iles.